# Delightful Dolly
Delightful Dolly er en amerikansk stumfilm fra 1910.